# آيت حمامة (آيت قسو)
آيت حمامة هو دُوَّار يقع بجماعة آيت إيشو، إقليم الخميسات، جهة الرباط سلا القنيطرة في المملكة المغربية. ينتمي الدوّار لمشيخة آيت قسو التي تضم 5 دواوير. يقدر عدد سكانه بـ 171 نسمة حسب الإحصاء الرسمي للسكان والسكنى لسنة 2004.

## وصلات خارجية
- البوابة الوطنية للجماعات الترابية
- المندوبية السامية للتخطيط